# P2P Pamplona-Puente
La P2P (oficialmente P2P Zubiri - Pamplona - Puente la Reina Skate Race Marathon) es una carrera de dos días de Patinaje de velocidad en línea que se disputa en la Comunidad Foral de Navarra, en España. Actualmente, la prueba consta de dos etapas; una media maratón (21 km) que cubre el trayecto entre la localidad de Zubiri y la ciudad de Pamplona en dirección sur. La segunda etapa es una maratón (42 km) entre la ciudad de Pamplona y Puente la Reina, donde se encuentran los alicientes característicos de la carrera. 
La P2P fue creado en 2009. Desde entonces, solo se ha visto interrumpido en 2019 la Pandemia de COVID-19.
Las señas de identidad de la P2P son sus dos etapas en circuito abierto, las metas volantes y los altos de montaña junto con la dureza natural del largo kilometraje (21 + 42 km); que la convierten en la prueba reconocida internacionalmente como la más dura del mundo.
En categoría femenina la española Maite Ancín posee el récord de victorias en la prueba con tres triunfos (2015, 2018 y 2019).
Con siete triunfos (2010, 2018, 2019 y 2021), el francés Nolan Beddiaf es el corredor más laureado de la carrera en categoría masculina.

## Historia
P2P es como se conoce a la Maratón Internacional Pamplona Puente La Reina, reconocida internacionalmente por ser la más dura del mundo. Sus orígenes se remontan a 1994 cuando el Dirdari Patín Club organizó la primera edición de la carrera Pamplona-Puente la Reina sobre patines. La carrera era similar a una etapa de una vuelta ciclista: circuito abierto, meta volante y alto de montaña. 38 kilómetros. El paisaje era increíble y la dureza de la prueba aumentaba progresivamente.
Esta primera y atractiva edición creó ilusión, expectación y una forma distinta de practicar el patinaje de velocidad. La prueba se celebró en otras seis ocasiones hasta  1999. Dirdari, dejó la organización debido a la dificultad de encontrar un buen patrocinador que apoyara la prueba.
En 2009, Berriro Ere I.T., inspirado por aquella carrera, organiza la Maratón Internacional Pamplona – Puente la Reina. Se mantiene la esencia  y se incorporan grandes cambios:
Se modifica el recorrido original, saliendo de la Plaza del Castillo (centro de Pamplona) y atravesando la ciudad para llegar a Cizur Menor y Zizur Mayor. Con este cambio se consigue que tenga carácter de maratón; es decir 42,195 km.
Se abre la participación a los patinadores 'Fitness' (populares o no federados), para que puedan también afrontar el reto que este maravilloso paisaje les ofrece.
El patinaje navarro se vuelca con la Maratón Internacional Pamplona – Puente la Reina, con voluntarios de todos los equipos que permite a la organización, entre otras cosas, tener el recorrido abierto durante el tiempo suficiente para que todos los patinadores puedan disfrutar de esta maratón.
En 2017 se añade la fiesta del patinaje el sábado anterior a la maratón “Pamplona en Patines – Iruñea Patinetan”. Se trata de un conjunto de exhibiciones de todas la modalidades del patinaje, prueba de patines con monitores, actividades, etc. con el fin de crear un fin de semana más completo para el participante y familia y acercar el patinaje a la ciudadanía.
En 2019, se introduce un nuevo cambio: se convierte en una carrera de doble etapa, sumándole una primera etapa de Zubiri a Pamplona, unos 23 km con un perfil más sencillo. La edición de 2020 fue cancelada, por consecuencia de las restricción generadas a causa de la Pandemia de COVID-19.

## Palmarés

### Femenino
| Año                                                       | Ganador            | Segundo             | Tercero            |                   |
| 2009                                                      | Jessica Rodríguez  | Cinzia Ponzetti     | Maite Ancín        |                   |
| 2010                                                      | Laetitia Le Bihan  | Andrea Haritchelhar | Sheila Posada      |                   |
| 2011                                                      | Sheila Posada      | Maialen Oñate       | Izaskun Barba      |                   |
| 2012                                                      | Sheila Posada      | Maite Ancín         | Laetitia Le Bihan  |                   |
| 2013                                                      | Juliette Pouydebat | Sheila Posada       | Saray Narváez      |                   |
| 2014                                                      | Clémence Halbout   | Amaia Faber         | Juliette Pouydebat |                   |
| 2015                                                      | Maite Ancín        | Clémence Halbout    | Sheila Posada      |                   |
| 2016                                                      | Aura Quintana      | Nerea Nuño          | Maialen Oñate      |                   |
| 2017                                                      | Rocío Berbel       | Maite Ancín         | Nerea Nuño         |                   |
| 2018                                                      | Maite Ancín        | Rocío Berbel        | Maialen Oñate      |                   |
| General de Zubiri – Pamplona – Puente la Reina (2 etapas) |                    |                     |                    |                   |
| 2019                                                      | Maite Ancín        | Marine Lefeuvre     | Chloé Geoffroy     |                   |
| 2020                                                      | Edición cancelada  | Edición cancelada   | Edición cancelada  | Edición cancelada |
| 2021                                                      | Aura Quintana      | Maite Ancín         | Marine Lefeuvre    |                   |
| 2022                                                      | Marine Lefeuvre    | Maite Ancín         | Nathalia Bermúdez  |                   |
| Pamplona – Puente la Reina                                |                    |                     |                    |                   |
| 2023                                                      | Marine Lefeuvre    | Maite Ancín         | Luisa Ayala        |                   |
| 2024                                                      | Maite Ancín        | Sara Arregui        | Aleja Perdomo      |                   |

### Masculino
| Año                                                       | Ganador                | Segundo                | Tercero                |                   |
| 2009                                                      | Julien Sourisseau      | Matthieu Barrault      | Íñigo Vidondo          |                   |
| 2010                                                      | Nolan Beddiaf          | Mikel Alzueta          | Julien Sourisseau      |                   |
| 2011                                                      | Íñigo Vidondo          | Eugenio Landete        | Iker Mújica            |                   |
| 2012                                                      | Íñigo Vidondo          | Guillaume De Mallevoue | Joris Garderes         |                   |
| 2013                                                      | Alberto Alemán         | Mickael Beddiaf        | Guillaume De Mallevoue |                   |
| 2014                                                      | Guillaume De Mallevoue | Nolan Beddiaf          | Joris Garderes         |                   |
| 2015                                                      | Guillaume De Mallevoue | Patxi Peula            | Maarten Swings         |                   |
| 2016                                                      | Guillaume De Mallevoue | Quentin Giradeau       | Joris Garderes         |                   |
| 2017                                                      | Ewen Fernandez         | Patxi Peula            | Carlos Pérez           |                   |
| 2018                                                      | Nolan Beddiaf          | Ewen Fernandez         | David Morell           |                   |
| General de Zubiri – Pamplona – Puente la Reina (2 etapas) |                        |                        |                        |                   |
| 2019                                                      | Nolan Beddiaf          | Patxi Peula            | Alex Cujavante         |                   |
| 2020                                                      | Edición cancelada      | Edición cancelada      | Edición cancelada      | Edición cancelada |
| 2021                                                      | Nolan Beddiaf          | Rafael Heredia         | Hugo Gerard            |                   |
| 2022                                                      | Nolan Beddiaf          | Martin Ferrié          | Carlos Tarazona        |                   |
| Pamplona – Puente la Reina                                |                        |                        |                        |                   |
| 2023                                                      | Nolan Beddiaf          | Martin Ferrié          | Juan David Piedrahíta  |                   |
| 2024                                                      | Nolan Beddiaf          | Matthis Rocher         | Jurgen Forero          |                   |

## Palmarés por países
- Actualizado hasta 2024

### Mujeres
| País      | Victorias | 2.º lugar | 3.º lugar | Total | Último vencedor         |
| --------- | --------- | --------- | --------- | ----- | ----------------------- |
| España    | 7 (3)     | 10 (6)    | 9 (7)     | 26    | Maite Ancín en 2024     |
| Francia   | 5 (4)     | 2 (2)     | 4 (4)     | 11    | Marine Lefeuvre en 2023 |
| Colombia  | 2 (1)     | 0         | 2 (2)     | 4     | Aura Quintana en 2021   |
| Argentina | 1         | 2 (2)     | 0         | 3     | Rocío Berbel en 2017    |
| Italia    | 0         | 1         | 0         | 1     |                         |
| Total     | 15        | 15        | 15        | 45    |                         |

- Entre paréntesis el número de ciclistas diferentes que han estado en la posición indicada para cada país.

### Hombres
| País      | Victorias | 2.º lugar | 3.º lugar | Total | Último vencedor        |
| --------- | --------- | --------- | --------- | ----- | ---------------------- |
| Francia   | 12 (4)    | 9 (8)     | 6 (4)     | 23    | Nolan Beddiaf en 2024  |
| España    | 3 (2)     | 6 (4)     | 3 (3)     | 12    | Alberto Alemán en 2013 |
| Colombia  | 0         | 0         | 3 (3)     | 3     |                        |
| Bélgica   | 0         | 0         | 1         | 1     |                        |
| Venezuela | 0         | 0         | 2 (2)     | 2     |                        |
| Total     | 15        | 15        | 13        | 45    |                        |

- Entre paréntesis el número de ciclistas diferentes que han estado en la posición indicada para cada país.

## Estadísticas

### Más victorias
| Patinadora      | Victorias | Años                    |
| --------------- | --------- | ----------------------- |
| Maite Ancín     | 4         | 2015, 2018, 2019 y 2024 |
| Sheila Posada   | 2         | 2011 y 2012             |
| Aura Quintana   | 2         | 2016 y 2021             |
| Marine Lefeuvre | 2         | 2022 y 2023             |

| Patinador              | Victorias | Años                                      |
| ---------------------- | --------- | ----------------------------------------- |
| Nolan Beddiaf          | 7         | 2010, 2018, 2019, 2021, 2022, 2023 y 2024 |
| Guillaume De Mallevoue | 3         | 2014, 2015 y 2016                         |
| Iñigo Vidondo          | 2         | 2011 y 2012                               |

### Otros datos
- La edición femenina más rápida tuvo lugar en 2017: 01h 12min 27seg 34,936km/h  Rocío Berbel
- La edición masculina más rápida tuvo lugar en 2024: 01h 03min 11seg 40,070 km/h  Nolan Beddiaf